# Erasmus Flock
Erasmus Flock auch: Floccus (* 1. Januar 1514 in Nürnberg; † 21. Juli 1568 ebenda) war ein deutscher Mathematiker, Astronom, Dichter und Mediziner.

## Leben
Flock besuchte das Egidiengymnasium in Nürnberg, wo er bei Johannes Schöner mit den Sieben freien Künsten vertraut gemacht wurde. Am 14. Mai 1533 bezog er als Nürnberger Ratsstudent die Universität Wittenberg (Leucorea), wo er unter anderem bei Georg Joachim Rheticus studierte, und erwarb sich 1538 den akademischen Grad eines Magisters. Flock wurde 1540 als Adjunkt an der philosophischen Fakultät aufgenommen, und nachdem Georg Joachim Rheticus 1543 an die Universität Leipzig gewechselt hatte, übernahm Flock an der Leucorea dessen Professur der niederen Mathematik, wobei mit Hieronymus Schreiber ein anderer Nürnberger das Nachsehen hatte. Flock wurde 1543/44 Dekan der philosophischen Fakultät.
Nachdem er am 10. September 1545 zum Doktor der Medizin promoviert worden war, ging er wieder nach Nürnberg, wo er zunächst eine Praxis errichtete, von 1545 bis 1568 als Stadtarzt wirkte und 1546 das Neue Spital (später umbenannt in Heilig-Geist-Spital) übernahm. Jedoch verlief seine dortige Arbeit nicht sehr glücklich, so dass er seine mathematischen Studien weiterverfolgte und 1550 eine neue Auflage von Georg von Peuerbach und Regiomontanus Epitome Almagesti Ptolemaici herausgab. Laut Ratsverlass vom 23. September 1552 wurde Flock aus dem Spitaldienst entlassen. Von 1572 bis 1576 wirkte sein gleichnamiger Sohn dann dort als Stadtarzt. 1559 veröffentlichte er Gedichte, die auf Kosten der Pariser Universität herausgegeben wurden. Auch astronomische Schriften sind von ihm bekannt.
Genealogisch wäre zu erwähnen, dass sich Flock mit der aus Wittenberg stammenden Magarethe Körbitz (auch Kerwitz, † 1573) verheiratet hatte. Dadurch war er mit Melchior Fend verwandt. Von den Kindern weiß man, dass der Sohn Erasmus (1575–1596) Stadtarzt in Frankfurt am Main wurde, die Tochter Rosina heiratete den Apotheker Basilius Besler (1561–1629).
Zuletzt lebte er im Spitalkirchhof.

## Schriften
- Oratio de Aristotele habita a magistro Erasmo Flocco Noribergensi, cum decerneret gradum magisterij philosphici aliquot honestis & eruditis viris. Wittenberg: Josef Klug 1544
- Von dem lauff, mancherley orten, und bedeutungen des Cometen der im Mertzen unnd Aprilln des 1556 Jars ... erschinen ist. Nürnberg 1557. (Digitalisat)
- Von den jüngsten unnd achten cometen, deren so von dem Jar MDXXXI. an biss auff das yetzig lauffend MDLVIII. Jar erschinen sein im Augstmonat gesehen. Nürnberg 1558. (Digitalisat)
- Vaticinium de ultimis temporibus, ab Academia Parisiensi ante multos annos hexametris versibus conscriptum. Nürnberg 1559.
- Prognostica de imperiis Christiano et Turcico ab Joanne Viterbiensi. (Neuausgabe von 1471), Nürnberg 1560.